# Publius Cornelius Lentulus (Suffektkonsul 162 v. Chr.)
Publius Cornelius Lentulus war ein römischer Senator, Politiker und Militär des 2. Jahrhunderts v. Chr.
Gnaeus Cornelius Lentulus gehörte zum Zweig der Lentulier innerhalb der Familie der Cornelier. Er trat erstmals 172 v. Chr. als römischer Gesandter in Griechenland in Erscheinung. Im folgenden Jahr beteiligte er sich als Militärtribun an den Kämpfen gegen den makedonischen König Perseus in Boiotien. 169 v. Chr. wurde er mit Publius Cornelius Nasica Kurulischer Ädil. In diesem Amt veranstaltete er erstmals Spiele mit afrikanischen Raubtieren in Rom. Im folgenden Jahr war er erneut Mitglied einer Dreimanngesandtschaft in Griechenland und führte in dieser Position die entscheidenden Gespräche mit Perseus nach der Schlacht von Pydna.
165 v. Chr. wurde Lentulus praetor urbanus. In dieser Funktion fiel ihm die Aufgabe zu, unrechtmäßig besetztes Staatsland (den ager Campanus) gegen eine Entschädigung wieder einzuziehen und auch weiteres Land von Privateigentümern für den Staat anzukaufen. Den Höhepunkt seiner Karriere erreichte er drei Jahre später, als er 162 v. Chr. als Nachfolger von Publius Cornelius Scipio Nasica Corculum und an der Seite von Gnaeus Domitius Ahenobarbus den Suffektkonsulat bekleidete. 156 v. Chr. war Lentulus erneut Mitglied einer Gesandtschaft in den östlichen Mittelmeerraum.
Ein Großteil der modernen Forschung identifiziert den Suffektkonsul 162 v. Chr. auch mit einem gleichnamigen Senator, der etwa 125 v. Chr. princeps senatus wurde. Er klagte 124 v. Chr. Manius Aquillius, den früheren Statthalter der Provinz Asia, wegen Bestechung an. 121 v. Chr. trat Lentulus auf der Seite der Optimaten bei den Kämpfen gegen Gaius Sempronius Gracchus in Erscheinung und wurde dabei verwundet. Laut Valerius Maximus zog er sich anschließend in ein freiwilliges Exil nach Sizilien zurück und starb dort. Jüngst wurde die These vertreten, dass dieser Lentulus ein gleichnamiger Sohn des Suffektkonsuls 162 v. Chr. war. Er ist auch als Statthalter von Makedonien im Jahr 128 v. Chr. belegt und könnte Suffektkonsul für Marcus Plautius Hypsaeus im Jahr 125 v. Chr. gewesen sein.
Lentulus gilt als einer der markantesten Vertreter der römischen Nobilität des 2. vorchristlichen Jahrhunderts.